# Bruno Saetti

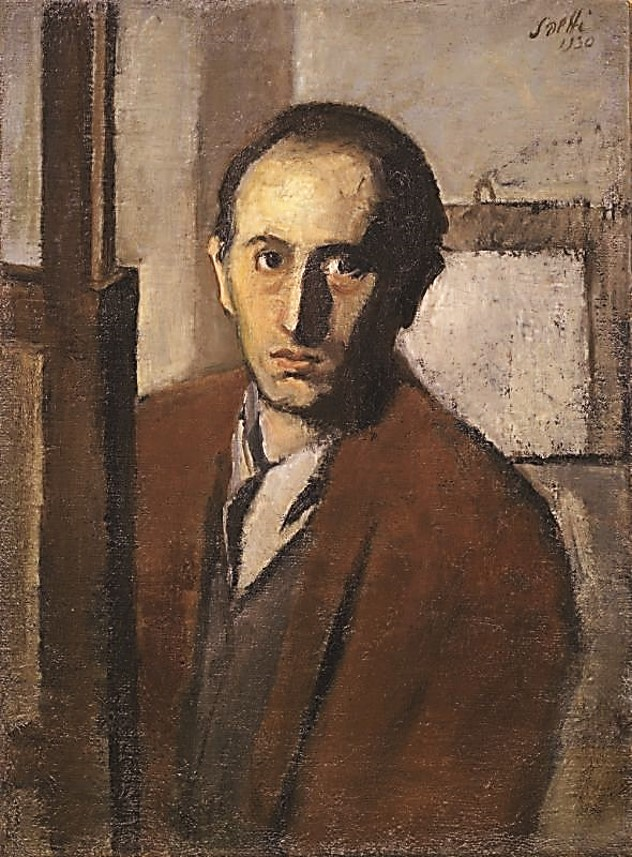
Saetti, autoritratto, 1931

Bruno Saetti (Bologna, 21 novembre 1902 – Bologna, 10 luglio 1984) è stato un pittore e incisore italiano.

## Biografia

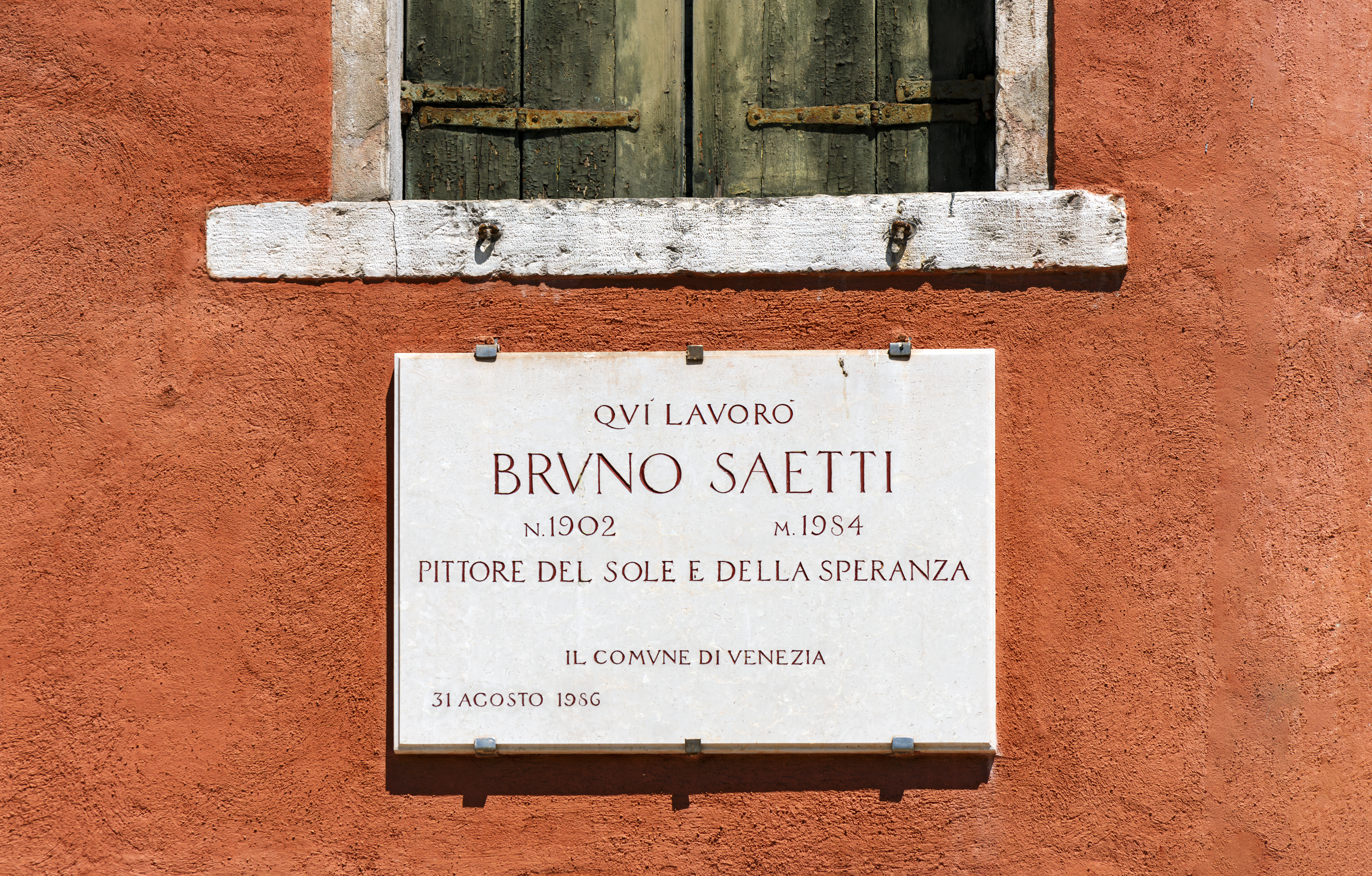
Targa commemorativa per Bruno Saetti in Campo S. Vidal, Venezia

Eseguì gli studi, che terminò nel 1924, presso l'Accademia di belle arti di Bologna. Nel 1927 espose, per la prima volta, in una mostra personale organizzatagli dalla Società Promotrice per le Belle Arti "Francesco Francia". Nel 1928 fu ammesso alla Biennale di Venezia con il Giudizio di Paride, a cui partecipò in seguito per ben 14 edizioni (alla rassegna parteciperà nel 1938 con una sala personale e ricevendo premi negli anni Cinquanta). Nel 1929 fu vincitore, con Bagnanti, del premio Baruzzi ed espose alla Mostra Internazionale di Barcellona che lo consacrò sulla scena artistica. Nel 1930 divenne insegnante presso l'Accademia di Belle Arti di Venezia e ne assunse l'incarico di direttore dal 1950 al 1956. Tra i suoi allievi ebbe Giorgio Bordini, Olghina di Robilant, Federico De Rocco e Riccardo Schweizer. Nel 1931 partecipò, per la prima volta, alla Quadriennale di Roma e continuò le sue partecipazioni fino al 1972.
Dal 1935 iniziò a praticare la tecnica dell'affresco in seguito a una visita a Pompei. Saetti è soprattutto un maestro frescante. Tra i suoi affreschi più conosciuti, la Sacra Famiglia (1958, Università di Padova), Colloquio con l'angelo (1974, affresco su tela nella Galleria d'arte moderna di Bologna). Propriamente parietale è la tecnica scelta per cicli di edifici sacri (a San Martino di Lupari, nella Basilica di Sant'Eugenio a Roma, nella chiesa di Santa Maria delle Grazie a Bologna); ma Saetti è noto anche per la pittura da cavalletto, per le tele su cui l'affresco viene applicato (ad esempio Madre veneziana, 1937, Galleria d'arte moderna di Roma Capitale) e, come effetto estetico, nelle litografie, la cui carta preparata riproduce la ruvida superficie murale. Ormai specialista del settore, è chiamato dal governo del Giappone a intervenire sull'argomento nella Conferenza, svoltasi all'Università di Tokyo nel 1970.
Si cimentò anche nel campo della grafica (disegni, incisioni, litografie), decorazioni su vetro e mosaici. Fu anche pittore d'arte sacra e partecipò a numerose rassegne, con questa tematica. Nel 1961 eseguì un rilievo, a tessere vitree, nella chiesa di San Giovanni Battista di Firenze (nota anche come Chiesa dell'Autostrada del Sole).
Nel 1949-1950, su richiesta dell'imprenditore Giuseppe Verzocchi, che voleva ceare una grande collezione di quadri aventi a tema il lavoro, realizzò La mondina, opera che, con un suo autoritratto, oggi è nella Collezione Verzocchi, custodita nella Pinacoteca civica di Forlì.
Prese parte a grandi rassegne internazionali, organizzate dalla Biennale di Venezia, che ebbero luogo a Praga, a Varsavia, a Cracovia, a Budapest, a Vienna, a Sofia, a Bucarest. Tenne, infine, una mostra antologica a Venezia, nel 1975 e una a Firenze, nel 1979. 
Dopo la sua morte, Palazzo Strozzi di Firenze organizzò un'ampia antologica. Le sue opere figurano nei principali musei italiani (tra cui il Museo Novecento di Firenze ed il MAMbo di Bologna) ed esteri (Amsterdam, Madrid, Varsavia, Zagabria, Zurigo, Tokyo) e sono oggetto di importanti mostre: vanno segnalate le antologiche, organizzate nel 1974 e nel 1981 alla Galleria d'arte moderna di Bologna (dedicata alla produzione grafica) e l'esposizione di opere musive di grandi dimensioni a Prato, in Palazzo Pretorio (1981). Nel 2002, in occasione del centenario della nascita, la galleria "56" di Bologna gli ha tributato un omaggio. Tra la fine del 2004 ed i primi mesi del 2005 a Palazzo Sarcinelli, a Conegliano (TV), ha avuto luogo la mostra antologica Bruno Saetti 1902-1984 - Tra intimismo e sublimazione, a cura di Rossana Bossaglia.
Pittore di sensuali nudi femminili, di maternità e di paesaggi, ma anche di figure simboliche come gli angeli, Saetti ha rifiutato i linguaggi delle avanguardie, attestandosi su un realismo espressionista, sorretto da un severo rigore compositivo.
Scomparve nel 1984 all'età di 82 anni. Il suo monumento funebre, nel Campo Carducci della Certosa di Bologna, è stato progettato da lui.

### Opere
- Natura morta, olio su tela, 49,5x39,5 cm.[4]
- La mondina (1949-1950).
- Senza titolo (1969), MAGI '900, Pieve di Cento.
- Venezia (1975), MAGI '900, Pieve di Cento.

## Galleria d'immagini

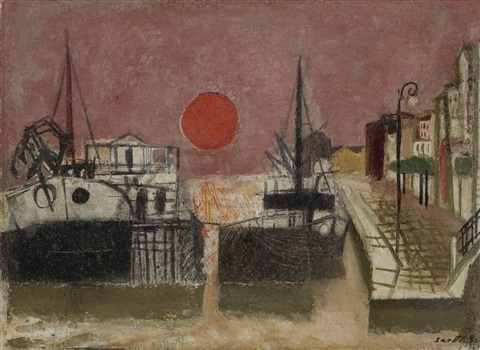
Saetti,  Paesaggio col sole, 1952
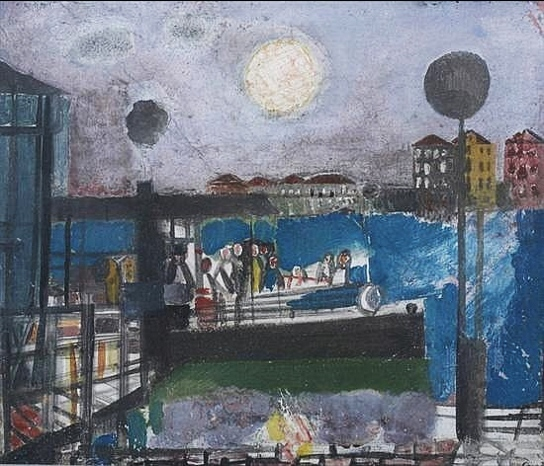
Saetti, Vaporino della Giudecca, 1953
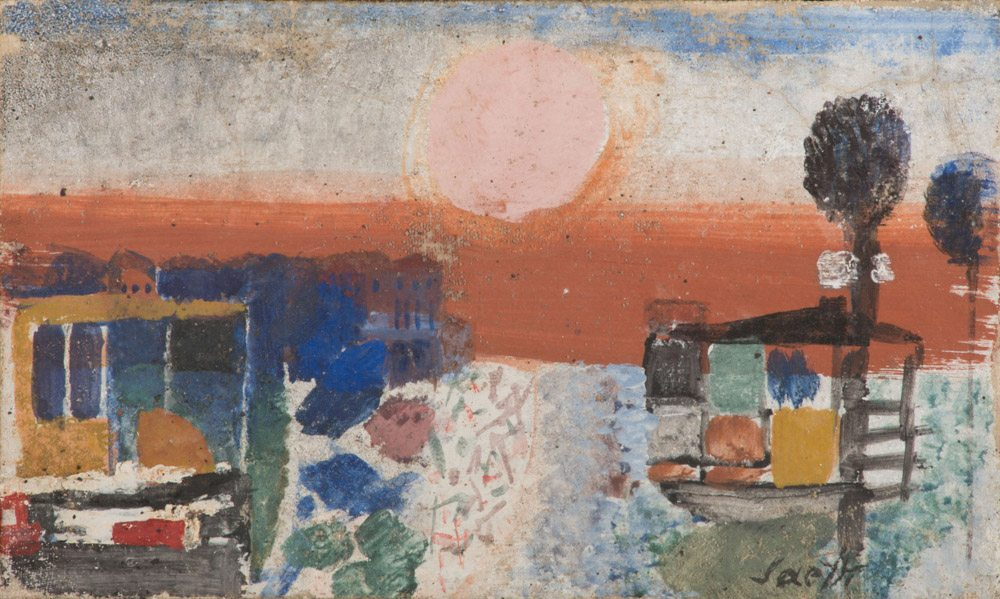
Saetti, Paesaggio
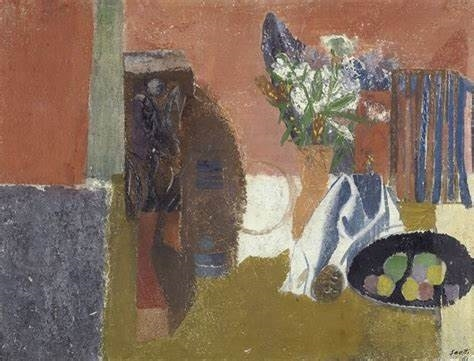
Saetti, Natura morta, 1961
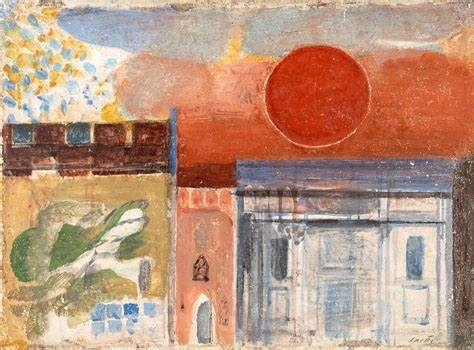
Saetti, Accademia
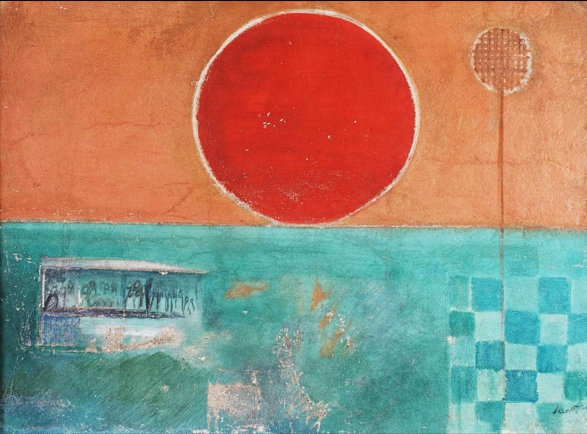
Saetti, Paesaggio col sole, 1970
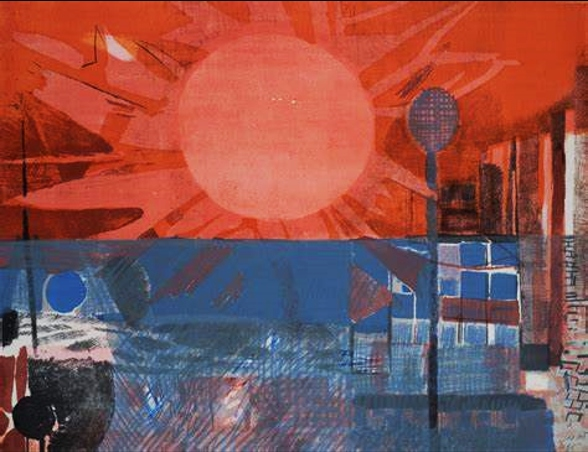
Saetti, Sole, litografia, 1975